# Malagueira
Malagueira é um bairro da cidade portuguesa e do município de Évora que foi sede da extinta Freguesia de Malagueira, freguesia que tinha 19,05 km² de área e 12 373 habitantes (2011), e, por isso, uma densidade populacional de 649,5 hab/km².
A Freguesia de Malagueira foi extinta em 2013, no âmbito de uma reforma administrativa nacional, para, em conjunto com a Freguesia de Horta das Figueiras, formar uma nova freguesia denominada União das Freguesias de Malagueira e Horta das Figueiras.
A Freguesia de Malagueira foi criada em 1997, tendo o seu território sido desmembrado da antiga freguesia da Sé.
Também pertence à Malagueira o bairro Cruz da Picada.

## População
| População da freguesia de Malagueira | População da freguesia de Malagueira | População da freguesia de Malagueira | População da freguesia de Malagueira | População da freguesia de Malagueira | População da freguesia de Malagueira | População da freguesia de Malagueira | População da freguesia de Malagueira | População da freguesia de Malagueira | População da freguesia de Malagueira | População da freguesia de Malagueira | População da freguesia de Malagueira | População da freguesia de Malagueira | População da freguesia de Malagueira | População da freguesia de Malagueira |
| ------------------------------------ | ------------------------------------ | ------------------------------------ | ------------------------------------ | ------------------------------------ | ------------------------------------ | ------------------------------------ | ------------------------------------ | ------------------------------------ | ------------------------------------ | ------------------------------------ | ------------------------------------ | ------------------------------------ | ------------------------------------ | ------------------------------------ |
| 1864                                 | 1878                                 | 1890                                 | 1900                                 | 1911                                 | 1920                                 | 1930                                 | 1940                                 | 1950                                 | 1960                                 | 1970                                 | 1981                                 | 1991                                 | 2001                                 | 2011                                 |
|                                      |                                      |                                      |                                      |                                      |                                      |                                      |                                      |                                      |                                      |                                      |                                      |                                      | 13 121                               | 12 373                               |

Criada pela Lei n.o 26/97, de 12 de Julho, com lugares desanexados da freguesia da Sé

## Património
- Chafariz das Bravas
- Convento de São Bento de Cástris